# Sola (Vanuatu)
ǎSola é a capital da província de Torba, na República de Vanuatu, está localizada na ilha de Vanua Lava, entre o Trópico de Capricórnio e a Linha do Equador

## Localização
Latitude. -13.8833333°
Longitude. 167.55° 